# Leioproctus bicellularis
Leioproctus bicellularis là một loài Hymenoptera trong họ Colletidae. Loài này được Ducke mô tả khoa học năm 1910.